# Подводные лодки типа «Перла»
Подводные лодки типа «Перла» (итал. Perla) — серия итальянских подводных лодок времён Второй мировой войны. Средние подводные лодки 600 — тонного класса, наиболее массового в итальянском флоте. Вступили в строй в 1936 году. Тип «Перла» незначительно отличался от лодок проектов «Адуа» и «Сирена» с однокорпусной конструкцией и бортовыми булями. Рабочая глубина погружения 80 метров. Всего было построено 10 лодок.
Головная лодка проекта — «Перла» до вступления Италии в войну несла службу в составе флотилии подводных лодок в Красном море. В 1940 году «Перла», как и несколько других лодок флотилии, совершила длительный переход вокруг Африки в Бордо (Франция), а затем из Бордо перешла в Кальяри (Италия).
Лодки «Амбра» и «Ириде» во время войны были переоборудованы для транспортировки человеко-торпед, было снято 100-мм орудие, на палубе установлены 3 и 4 цилиндра-контейнера для человекоуправляемых торпед.

## Список ПЛ типа «Перла»
| Подводная лодка | Верфь | Спущена на воду | Начало службы | Конец службы                                                                                   |
| --------------- | ----- | --------------- | ------------- | ---------------------------------------------------------------------------------------------- |
| Ambra           | OTO M | 28.5.1936       | 4.8.1936      | затоплена 9.9.43 в гавани Специи                                                               |
| Berillo         | CRDA  | 14.6.1936       | 5.8.1936      | потоплена 2.10.40 севернее Сиди Баррани глубинными бомбами английских эсминцев Hasty и Havock  |
| Corallo         | CRDA  | 2.8.1936        | 26.9.1936     | потоплена 13.12.42 возле Бужи (Алжир) артиллерией английского шлюпа Enchantress.               |
| Diaspro         | CRDA  | 15.12.1937      | 25.3.1938     | списана 1.2.48                                                                                 |
| Gemma           | CRDA  | 21.5.1936       | 8.7.1936      | потоплена 8.10.40 в Эгейском море возле острова Родос по ошибке итальянской ПЛ Tricheco        |
| Iride           | OTO M | 30.7.1936       | 6.11.1936     | потоплена 22.8.40 возле Тобрука торпедоносцем с английского авианосца Eagle                    |
| Malachite       | OTO M | 15.7.1936       | 6.11.1936     | потоплена 9.2.43 южнее Сардинии голландской подводной лодкой Dolfin                            |
| Onice           | OTO M | 15.6.1936       | 1.9.1936      | списана 23.3.47                                                                                |
| Perla           | CRDA  | 3.5.1936        | 8.7.1936      | захвачена 9.7.42 возле Бейрута английским корветом Hyacinth, передана Греции, названа Matrozos |
| Turchese        | CRDA  | 19.7.1936       | 21.9.1936     | списана 1.2.48                                                                                 |